# 주키니호박
주키니호박(이탈리아어: Zucchini ← zucca의 지소사형인 zucchina의 복수형에서 유래)은 다른 호박 종류와 마찬가지로 박목에 속하는 채소이다. 주키니는 노란색이나 녹색, 연둣빛을 띤다. 애호박, 오이와 외형이 많이 닮았으며 일부 재배종은 둥근 호리병 모양으로 난다. 돼지호박이나 서양호박(西洋호박)으로도 불린다.
식물학적으로는 암꽃의 씨방이 부풀어 있어서 열매채소과채류로 본다.

## 꽃
암꽃은 맨 위로 뻗어 있으며 수꽃의 경우 줄기에 바로 매달려 피며 꽃이 더 작다. 대개 식사나 후식 장식용으로 쓴다.
얇게 잘라서 튀겨 먹는 경우도 흔하며 살짝 튀겨 먹는다. 수프에는 살짝 넣거나 밀가루로 구워낸 것을 먹기도 한다. 다만 먹기 전에 암술을 제거하고 수꽃의 경우 수술을 제거한다.

## 역사
주키니는 아메리카 대륙의 원산이다. 신대륙 정복을 통해 유럽으로 유입됐으며 이후 이탈리아에서 많이 재배되었다. 박은 아시아, 유럽, 아프리카에서도 자랐으나 식용 호박은 아메리카 원산이다
알려진 바로는 밀라노 근처에서 19세기 후반부터 서양호박 유입이 본격화됐다고 한다. 유럽에 들어오면서 다국어로 호박을 의미하는 단어에 걸맞게 굳어졌는데 이태리어에서 "Zucca"는 박이라는 뜻이며, 주키니는 작은 박이라는 뜻이다. 미국의 기록에 처음으로 등장하는 서양호박은 1920년대 초기로서 캘리포니아에 살던 이탈리아 이민자가 처음 들여와 경작한 것으로 보고 있다.

## 영양
100g 당 15칼로리도 되지 않는 저칼로리 채소이다. 엽산이 풍부하며 칼륨, 비타민 A, 마그네슘 함유량도 기준치를 만족할만큼 많이 함유하고 있다. 또한 비타민 B9, 비타민 C를 함유하고 있다.

## 재배
온화한 기후라면 서양호박은 가장 키우기 쉬운 작물 중 하나다. 그렇기 때문에 밭에서 키우는 작물로 생산량이 폭발적으로 늘은 적도 있다. 이런 일을 막기 위해서는 꽃으로 식재료를 대신 쓰는 방법도 있다. 수꽃이 더 오래 핀다.
기르기는 쉽지만 다른 호박처럼 벌과 같은 수정을 돕는 매개가 많이 필요하다. 때문에 많은 재배자들이 살충제나 비료를 지나치게 많이 쳐서 열매가 맺히지 못하는 경우를 겪곤 한다. 이럴 경우 벌 등도 꽃 주위로 오지 못하게 되므로 벌을 가까이에 두거나 손으로 수정을 유도하는 방법을 써야 한다.

## 같이 보기
- 애호박